# Roman Mittelholzer
Roman Mittelholzer (* 21. Juni 1992) ist ein Schweizer Unihockeyspieler auf der Position des Stürmers. Er steht beim Nationalliga-A-Verein UHC Waldkirch-St. Gallen unter Vertrag.

## Karriere

### Als Spieler

#### UHC Waldkirch-St. Gallen
Mittelholzer durchlief alle Juniorenmannschaften des UHC Waldkirch-St. Gallen. Der Stürmer wurde während der Saison 2010/11 in das Kader der ersten Mannschaft integriert.
Am 12. Januar 2017 verkündete der Club in einem Statement, dass Mittelholzer in der Saison 2017/18 weiterhin für den Verein auflaufen wird. Die Saison 2017/18 wurde für den kommunikativen Spieler und Captain der ersten Mannschaft bereits seine siebte bei den St. Gallern. Am 1. März 2018 verkündete der UHC Waldkirch-St. Gallen die Verlängerung des Vertrages um zwei weitere Jahre.

#### Nationalmannschaft
2017 wurde Mittelholzer erstmals für die Schweizer Nationalmannschaft im Zuge der Euro Floorball Tour in Kirchberg BE aufgeboten. An der EFT gelang ihm zugleich sein erster Assist. Auf Grund des Ausfalls von Dan Hartman wurde Mittelholzer für die Qualifikation zur Weltmeisterschaft 2018 nachnominiert. Im ersten Spiel gegen Italien gelang ihm sein erstes Tor für die A-Nationalmannschaft.

### Als Trainer
Mittelholzer übernahm auf die Saison 2017/18 die Rolle des Assistenztrainers bei den Junioren U18 des UHC Waldkirch-St. Gallen. In der Saison 2023/24 wechselte er in den NLA Staff.

## Privates
Mittelholzer schloss 2017 die Ausbildung zum Primarlehrer ab und ist seit 2021 Berufsschullehrer. Sein Bruder, Thomas, spielt ebenfalls für den UHC Waldkirch-St. Gallen.